# Бечень (Берка, Бузеу)
Бечень, Бечені (рум. Băceni) — село у повіті Бузеу в Румунії. Входить до складу комуни Берка.
Село розташоване на відстані 107 км на північ від Бухареста, 28 км на північний захід від Бузеу, 112 км на захід від Галаца, 84 км на південний схід від Брашова.

## Населення
За даними перепису населення 2002 року у селі проживали 158 осіб, усі — румуни. Усі жителі села рідною мовою назвали румунську.